# 双月巫女
『双月巫女』（そうげつみこ）は、アキヨシカズタカによる日本の漫画作品。単行本全3巻。癒し系のスローライフストーリーだが、2008年の星雲賞にもノミネートされたSF作品である。

## ストーリー
火星（ひぼし）の人々は世界遺産が再現された108のドームに暮らしている。先祖の星である天津星（あまつぼし）、すなわち地球の歴史は神話の出来事となり、人々は世界がドームその物と認識し、ここが火星であることすら忘れ去って生活していた。
舞台となる「国東」（クニアズマ）ドームは大正期の日本を基にした文化を持った土地。そこを守護する少女、ヒメは宇佐野神社の巫女としてお役目を果たし、友達のアキ、豪商の娘である伊美と共に神社で穏やかな生活を送っていた。
しかし、ある日、帝都から訪れた青年がヒメの運命を変えた。使命、そして己が何者かを知るために、ヒメ達は青年を追って巫女として巡拝の旅へ出る。

## 登場人物
ヒメ（比売）
ヒロイン。宇佐野神社の巫女として九十九神に仕え、お役目を果たす黒髪の少女。常に巫女装束を着ている。性格は穏やかで優しいが、昔は機械的で感情のない人形であった。
神域（神社の境内）からは障壁によって出られなかったが、第14話で殿方によって解除され、自由に出歩くのが可能となる。
アキ（安岐）
ヒメの親友。宇佐野神社の巫女見習い。金髪。農家の娘でがさつで大食い。子供の頃にヒメと知り合って、彼女に人間的な感情を与えるきっかけとなる。
鶴屋伊美（つるや いみ）
国東で絶大な影響を持つ帝都の豪商、鶴屋の一人娘。アキとは喧嘩友達。ヒメを「姉様」と慕い、押しかけで宇佐野神社の巫女見習いとなる。
珍しい黒髪であるのがコンプレックスで、髪を染めていたが、ヒメと知り合う様になって黒髪に戻す。
来縄（くなわ）
帝都の学者。伊美の家庭教師でもある。高名だが世界の謎を探索する変わり者と見られている。「我々の生活に根ざした洋風文化はかつて大いなる存在により、何らかの理由で与えられた知識や手段ではないか」との仮説を立てる。
鶴屋の美人メイドに好意を持ち、彼女の前では上がってしまう。
ヒメに面会後、宇佐野神社の調査を許可され、世界の真実に触れる。後にこれを基にして「宇佐野録」を記す。
殿方/青年
本名不明な黒髪の青年。ヒメは殿方（あのかた）と呼ぶ。記憶喪失かつ聾唖者。来縄に保護されて研究員として働いていた。
ヒメと同じく九十九神からの使命を受けているが不完全。ヒメを神域から解放し、使命を思い出して帝都より旅立った。
女中
本名不明。鶴屋の美人メイド。伊美付きで後に来縄の妻となる。伊美に付き従って巡拝の旅にも同行する。
黒巫女
本名不明。多岐津姫島の神社に務める黒髪の巫女。先祖はヒメと殿方そっくりで、何等かの力を受け継いでるらしく、心を読んだりする不思議な力を持つ。
神主
先代巫女が失われし直後、幼いヒメを宇佐野神社へと連れてきた神職。彼に関する記憶はヒメにも殆ど無い。正体不明だがドームの管理を司る者（九十九の神々が一人？）の可能性は高い。

## 地名
火星（ひぼし）
太陽系第四惑星。自転周期は24.63時間だが、公転周期は684.98日（よって1年が地球換算で約2年となる）。大気は薄く、空は茜色である。衛星としてとして父母司（フォボス）と弟妹司（ダイモス）の双月を有する。
滅亡した天津（地球）の一大プロジェクトとして、世界遺産を基軸に再構成されたドームが108個存在する。惑星改造用に大気圏外にはシードステーションと呼ばれる人工衛星群が、ドーム外の地表にはドロイドが歩き回っているが、ドームの住人はそれを知ることはない。いつの日にか青い空を有する、緑豊かな星になるといわれている。
天津星（あまつぼし）
太陽系第三惑星。八百万の神々が住む星とされている。物語の時点では何らかの原因で既に滅んでおり、破砕された衛星（月）の破片が火星に降り注ぎ「龍の穴事変」を引き起こしている。
国東（クニアズマ）
海に囲まれた島邦（しまぐに）と人々に認識されているドームNo108。大正時代の日本に酷似した文化、科学技術を持つ。主な産業は農業や漁業、牧畜などの第一次産業である。政治形態は帝政と思われるが詳しい描写はない。
火星暦で3年前の「龍の穴事変」以後、ゆっくりと破滅へと向かっている。
宇佐野神社
ヒメが住む鄙びた神社。神域には障壁が張られておりヒメは外には出られなかった。境内には清めの池があり、その水面の底には国東の環境調整を司るお役目を果たす施設がある。
本殿の他に神楽殿、宝物殿などもあり、ヒメは菜園で野菜を作っている。
帝都
国東の中心都市。石畳や洋館、路面電車など洋風文化が見られるモダンな街並みがある。鶴屋や来縄の屋敷もここに存在する。
大元山（おおもとやま）
宇佐野神社がある山。帝都を遠望可能。麓にはアキの住む御許（おもと）村がある。
龍の穴（りゅうのあな）
隕石落下の直撃を受けた「龍の穴事変」の中心地。事変以前までは、両子山・兄岳が存在していた。近づく者を吸い込む大穴が開き、基底部の構造材が露出してしまっている。
姫島（ヒメシマ）
天津由来の宗像三女神を祀る三つの島。磐座が鎮座している。多紀理姫島（たきりひめしま）、市杵嶋姫島（いちきのひめしま）、多岐津姫島（たきのひめしま）があり、ヒメ達が巡拝へ向かった。

## 用語
獅子の牙
国東の六方を取り囲む光の線。ドームを支える柱。
磐座（いわくら）
不思議な鉱石で出来た岩。地脈を活性化する働きを持つ。
九十九の神々（つくものかみがみ）
宇佐野神社の祭神。宙（そら）を守護する神々とされ、天津より国東を開拓した99の御柱が権現となった姿。国東の守護神。ヒメは彼らからの声を聴き、その声に従ってお役目を実行している。
帝都鉄道
国東を南北に縦断する蒸気鉄道。資源枯渇のため廃止されるのが決定している。蒸気機関車の名は「クラウス号」
ドロイド
惑星改造に投入される単眼のアンドロイド。大気改造用に植物を散布し続けている。

## サブタイトル
第1巻
- 第1話「双月巫女」（そうげつみこ）
- 第2話「お役目の儀」（おやくめのぎ）
- 第3話「記憶にある集合生命体」（きおくにあるいのち）
- 第4話「開拓の礎」（かいたくのいしずえ）
- 第5話「探る者、同じくする者」（さぐるもの、おなじくするもの）
- 第6話「比売と安岐」（ヒメとアキ）
- 第7話「地の舞･･･そして天の舞」（ちのまい･･･そしててんのまい）
  - 特別付録 壱「宇佐野神社周辺略図」
  - 特別付録 弐「宇佐野神社境内参拝図」
  - 特別付録 参「帝都周辺地図」
    - 特別読み切り 「ものたん」

第2巻
- 第8話「万華鏡」（ばんかきょう）
- 第9話「あやかし」
- 第10話「那由多の巡礼者」（ナユタのたびびと）
- 第11話「桜重の文」（サクラガサネのふみ）
- 第12話「形代の心」（かたしろのこころ）
- 第13話「回転活動画」（ソートロープ）
  - 特別付録 四「国東の歩き方 初級編」
  - 特別付録 伍「国東全図」

第3巻
- 第14話「言霊」（ことだま）
- 第15話「胡瓜瓶のレモネード」（きゅうりびんのレモネード）
- 第16話「欠けた双六 目の無い骰子」（かけたスゴロク めのないサイコロ）
- 第17話「魂結び」（タマムスび）
- 第18話「豊邦」（トヨノクニ）
- 第19話「融ける心 それぞれの旅路」（とけるこころ それぞれのたび）
- 第20話「業」（さだめ）
- 第21話「遺伝子を継ぐ者」（いのちをつぐもの）
- 第22話「駒の終着駅」（コマのしゅうちゃくえき）
- 第23話「紡ぐべき二重螺旋」（つむぐべきにじゅうらせん）
- 第24話「現在を刻む地球遺産の灯」（いまをきざむいのちのともしび）
  - 特別付録 六「国東の歩き方 中級編」
  - 特別付録 七「国東の歩き方 上級編」

## 単行本
- アキヨシカズタカ 『双月巫女』  〈MFコミックス〉全3巻。
  1. 2006年2月28日初版発行 ISBN 4-8401-1362-9
  2. 2006年8月31日初版発行 ISBN 4-8401-1611-3
  3. 2007年7月31日初版発行 ISBN 978-4-8401-1929-0